# Джьокбарі
Джьокбарі (кор. 쪽발이, запозичене японською як チョッパリ, romaji choppari) — етнічна образа у корейській мові, яка може стосуватися японських громадян або людей японського походження. Варіація назви, ban-jjokbari, що буквально означає «напів-джьокбарі», використовувалася для позначення змішаного японсько-корейського походження, а також корейців в Японії, які повернулися на півострів.
За одним опитуванням, це була друга найпоширеніша образа японців у Південній Кореї, випереджаючи ваеном (кор.: хангиль: 왜놈, ханча: 倭놈, букв. «виродки») і позаду ільбон-ном (кор.: хангиль: 일본놈, ханча: 日本놈, букв. «японські виродки»).
Термін також був запозичений у японську мову, якою розмовляють етнічні корейці в Японії, де він перекладається як чоппарі.

## Походження

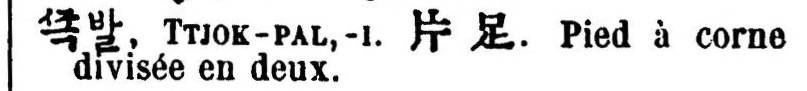
『Корейсько-французький словник』1880

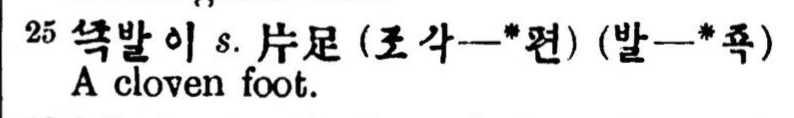
『Корейський англійський словник』1897

Первісне значення — «розрізана нога». Корейською мовою jjok означає «шматок», а bal означає «ноги», і в поєднанні це приблизно перекладається як «роздвоєні ноги» або «роздвоєні копита». Ця етимологія стосується того факту, що японці носили гету, традиційну японську дерев'яну сандалію, яка відокремлює великий палець ноги від інших.

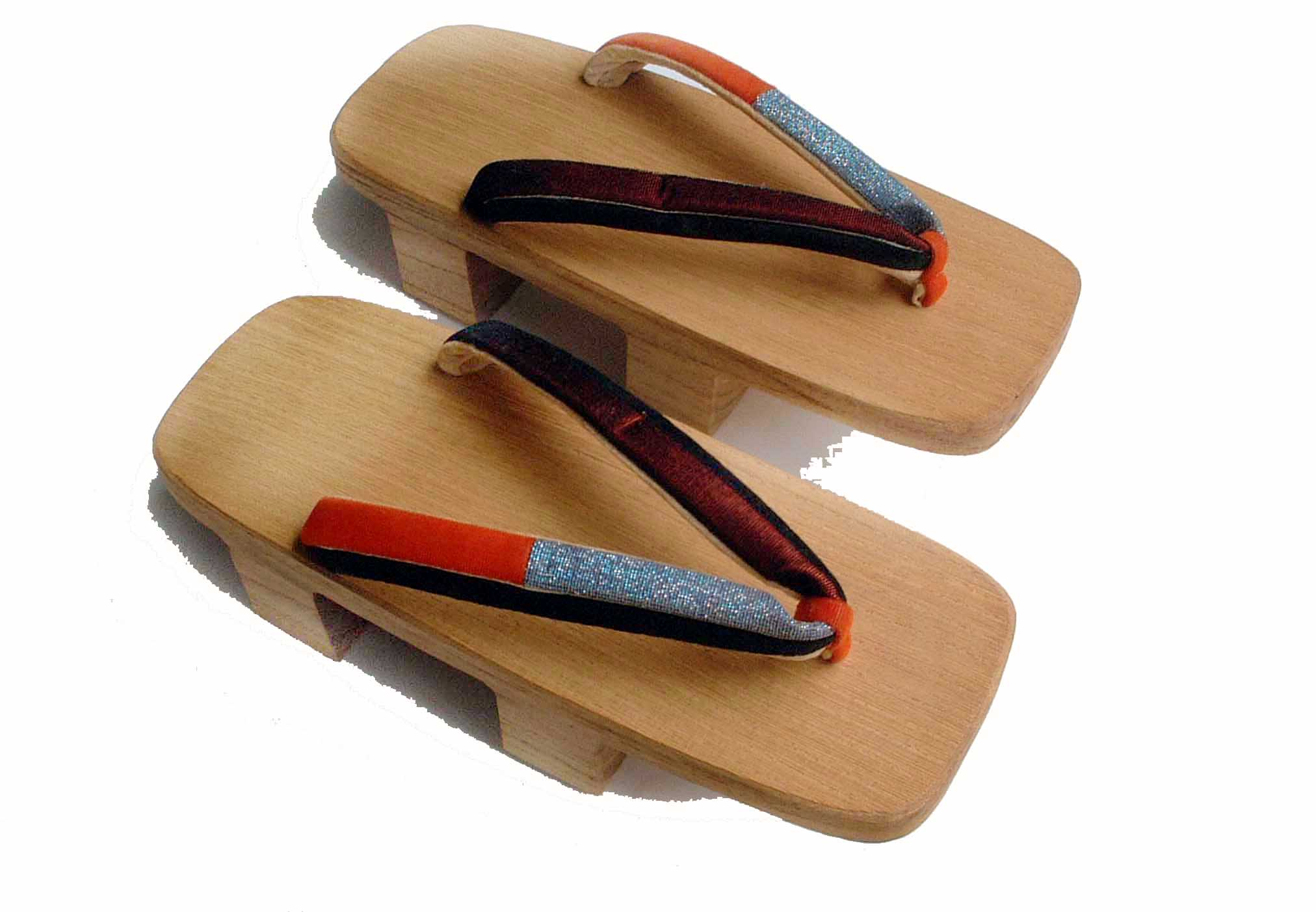
Пара японського традиційного взуття гета. На відміну від традиційного корейського взуття, гета відокремлює великий палець від чотирьох інших пальців.

На відміну від корейських солом'яних черевиків, які повністю закривають ногу, японські солом'яні черевики та дерев'яна гета складаються лише з підошви та ременів для кріплення до підошви. Це залишає відкриту іншу частину стопи, включаючи «розкол» між пальцями. Корейці вважали японське взуття недосконалим порівняно з власним, а видимий розкол — досить відмінною рисою, щоб викликати етнічну образу.

## Бан-джьокбарі
Форма ban-jjokbari (буквально «половина джьокбарі») виникла як принизливе посилання на японізованих корейців під час японського колоніального періоду в Кореї; пізніше воно стало використовуватися для позначення японців корейського походження, а також корейців у Японії, які повернулися на півострів як у Північній, так і в Південній Кореї.
Японізоване вимова цієї форми, бан-чоппарі, також подібним чином широко використовується корейцями в Японії.